# Hirzel
Hirzel (toponimo tedesco) è una frazione di 2 185 abitanti del comune svizzero di Horgen, nel Canton Zurigo (distretto di Horgen).

## Storia

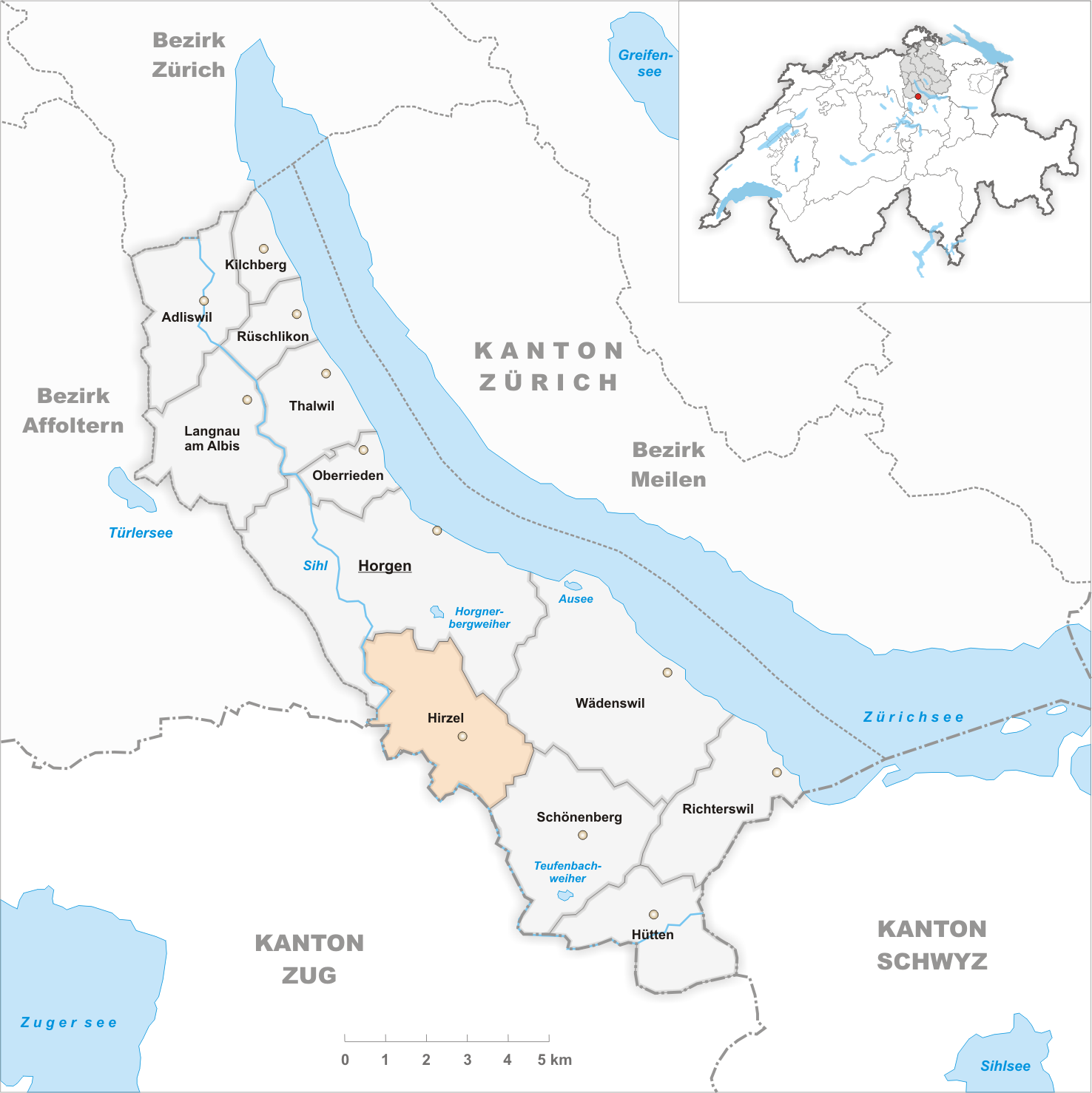
Il territorio del comune di Hirzel prima degli accorpamenti comunali del 2018

Già comune autonomo istituito nel 1773 per scorporo da quello di Horgen, si estendeva per 9,68 km² e comprendeva le località di Hirzel-Kirche, Hirzel-Spitzen e Hirzel-Höchi. Nel 2018 è stato nuovamente accorpato a Horgen.

## Monumenti e luoghi d'interesse

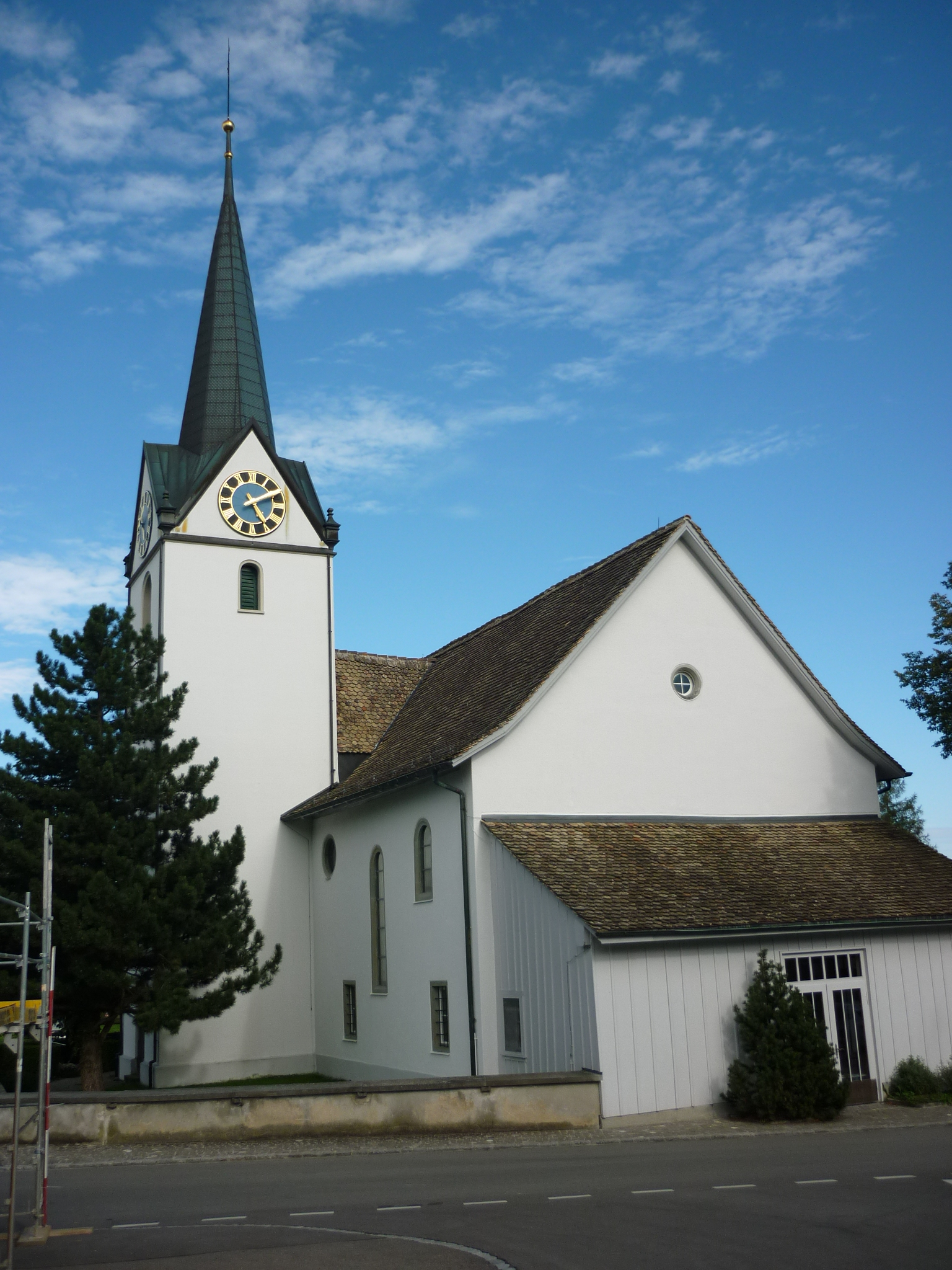
La chiesa riformata

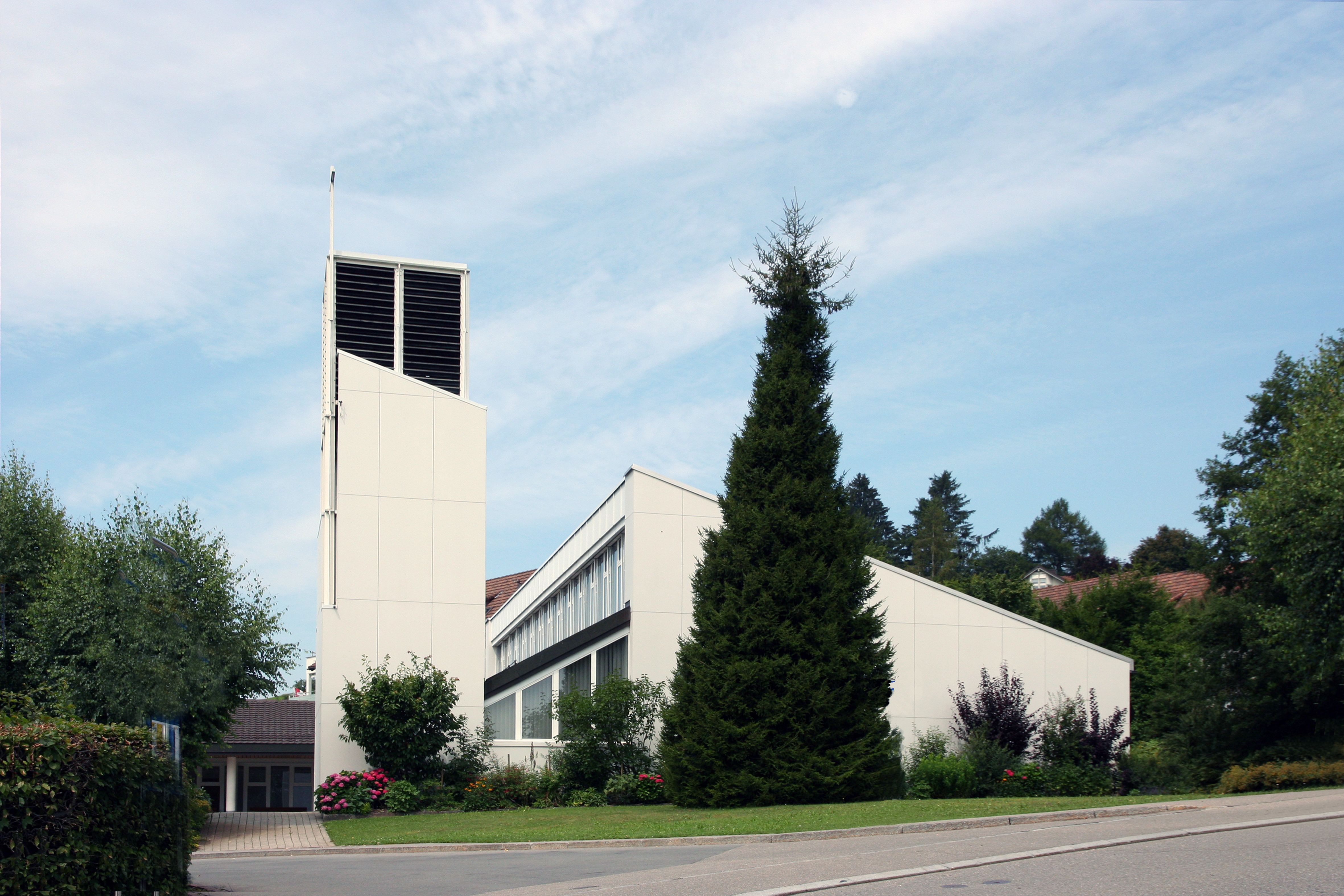
La chiesa di Sant'Antonio

- Chiesa riformata, eretta nel 1616-1617[1].
- Chiesa cattolica di Sant'Antonio, eretta nel 1946 e ricostruita nel 1991[1].

## Società

### Evoluzione demografica
L'evoluzione demografica è riportata nella seguente tabella:
Abitanti censiti

## Cultura

### Musei

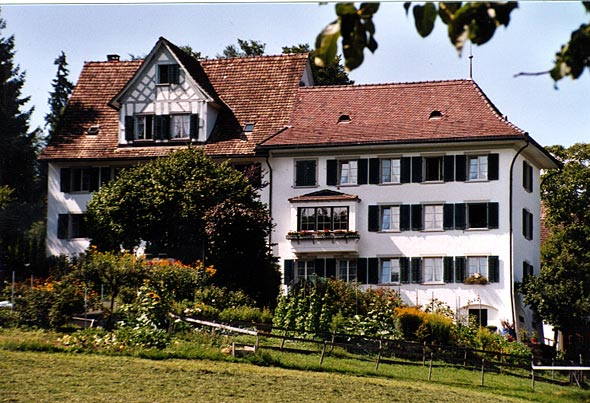
La casa-museo di Johanna Spyri

- Casa-museo di Johanna Spyri, inaugurata nel 1981[1].

## Amministrazione
Ogni famiglia originaria del luogo fa parte del cosiddetto comune patriziale e ha la responsabilità della manutenzione di ogni bene ricadente all'interno dei confini del comune.